# Sakura Trick
Sakura Trick (桜Trick?, Sakura Torikku) è un manga yonkoma yuri scritto e disegnato da Tachi. La serie è stata serializzata sulla rivista seinen Manga Time Kirara Miracle! di Hōbunsha a partire dal 17 marzo 2011. Un adattamento anime, prodotto da Studio Deen, è stato trasmesso in Giappone tra il 9 gennaio e 27 marzo 2014.

## Trama
Haruka Takayama e Yū Sonoda sono una coppia di amiche inseparabili durante le scuole medie. Però ben presto, con il passaggio al liceo, finiscono con il rimanere separate in classe, dovendosi sedere l'una al punto opposto rispetto all'altra. Avendo del tempo da trascorrere con molti più amici, le due ragazze decidono di rendere il loro rapporto molto più speciale baciandosi in segreto.

## Personaggi
Haruka Takayama (高山 春香?, Takayama Haruka)
È una delle 2 protagoniste, ama alla follia Yuu, con cui trascorre la maggior parte del tempo con telefonate, abbracci e scambiandosi eterni baci. Accontenta spesso le richieste di Yuu (anche se a volte sono molto bizzarre). Va molto bene a scuola, infatti è sempre disponibile a far copiare i propri compiti.
Doppiata da: Haruka Tomatsu
Yū Sonoda (園田 優?, Sonoda Yū)
Amica sin dalle medie di Haruka. È una ragazza con la testa tra le nuvole, anche se cerca di essere discreta, in realtà le piace molto Haruka, infatti è solo a lei che mostra il suo lato più gentile e dolce. Va male a scuola, tranne in educazione fisica dove eccelle. L'unico modo per convincerla a fare qualcosa è offrirle del cibo, adora prendersi gioco di Haruka provocandola e facendola ingelosire. Ha una pessima memoria.
Doppiata da: Yuka Iguchi
Shizuku Minami (南 しずく?, Minami Shizuku)
Ragazza solitaria ed asociale, vive assieme alla cugina Kotone Noda. Man mano che la serie va avanti si aprirà sempre di più con le altre.
Doppiata da: Hiromi Igarashi
Kotone Noda (野田 コトネ?, Noda Kotone)
Ragazza ricca, ha un debole per Shizuku, per la quale darebbe tutto quello che ha. Ha una sorella minore che si comporta in modo duro e prepotente con lei. All'inizio della serie si trasferisce a casa Minami dove instaura una relazione duratura con Shizuku.
Doppiata da: Yūka Aisaka
Kaede Ikeno (池野 楓?, Ikeno Kaede)
Rappresentante di classe, ha una grande stima per Yuzu che cerca sempre di proteggere e alla quale sembra rivolgere dei sentimenti più profondi che l'altra non afferra.
Doppiata da: Mai Fuchigami
Yuzu Iizuka (飯塚 ゆず?, Iizuka Yuzu)
Allegra e sorridente è la migliore amica di Kaede, guida una moto ed ha fiducia nelle altre. Viene sempre chiamata Mikan (un agrume giapponese simile all'arancia) da Mitsuki
Doppiata da: Megumi Toda
Mitsuki Sonoda (園田 美月?, Sonoda Mitsuki)
Sorella maggiore di Yuu. È innamorata di Haruka, e cerca di capire se quest'ultima ha una relazione con Yuu spiandola e cercando di avvicinarsi sempre più a lei. È la presidentessa del consiglio studentesco della scuola. Non vede niente senza occhiali.
Doppiata da: Saki Fujita
Rina Sakai (坂井 理奈?, Sakai Rina)
Doppiata da: Yurika Endō
Sumi Otokawa (乙川 澄?, Otokawa Sumi)
Doppiata da: Momo Asakura
Shinobu Noda (野田 シノブ?, Noda Shinobu)
Sorella minore di Kotone, porta sempre un cane peluche con sé, ed è gelosa di Shizuku che le "ruba" l'amore della sorella
Doppiata da: Asuka Nishi

## Media

### Manga
Il manga, scritto e disegnato da Tachi, viene serializzato a partire dal primo numero della rivista Manga Time Kirara Miracle! di Hōbunsha, pubblicato il 17 marzo 2011. Il primo volume tankōbon è stato pubblicato il 27 agosto 2012 e al 27 ottobre 2016 ne sono messi in vendita in tutto sette.

### Anime
La produzione di un adattamento anime di 12 episodi è stata annunciata sul numero di agosto 2013 della rivista Manga Time Kirara Miracle!. La serie televisiva, prodotta da Studio Deen e diretta da Ken'ichi Ishikura con Kyūta Sakai alla cura del character design, è stata trasmessa per la prima volta su TBS tra il 9 gennaio e il 27 marzo 2014, con diffusione via streaming in simulcast su Crunchyroll in America del Nord. La sigla di apertura è Won（*3*）Chu KissMe!, interpretata da Haruka Tomatsu, Yuka Iguchi, Yuka Aisaka, Hiromi Igarashi, Mai Fuchigami e Megumi Toda, mentre quella di chiusura è Kiss (and) Love, interpretata da Tomatsu e Iguchi. Per l'ottavo episodio è stato utilizzato come sigla di chiusura il brano Sakura Sweet Kiss (桜Sweet Kiss?), interpretato da Saki Fujita, Momo Asakura e Yurika Endō. Sempre in America del Nord i diritti sono stati acquistati da Sentai Filmworks, mentre MVM Films ha acquistato i diritti per il Regno Unito.